# Evince
Evince és un visor de documents per a l'entorn d'escriptori GNOME. Es poden veure els arxius en format PDF, PostScript i DjVu.
L'objectiu d'Evince era reemplaçar, amb una simple aplicació, els múltiples visors de documents que hi ha a GNOME, com GGV, GPdf, i xpdf. Evince va començar com una reescriptura del codi d'xpdf. En un curt període del temps en va sobrepassar la funcionalitat. Evince continua a ser mantingut i desenvolupat. Està escrit principalment en el llenguatge de programació C, amb una petita part escrita en C++ (el codi per fer la interfície amb Poppler).
Evince es va incloure a GNOME des de la versió 2.12, llançat el 7 de setembre del 2005, sota la llicència GPL.

## Característiques

### Cerca
Té un mecanisme integrat de recerca que desplega el nombre de resultats trobats i ressalta els resultats a la pàgina.

### Pàgines en miniatura
Vistes de pàgines en miniatura permeten una referència ràpida per poder navegar en un document. Les pàgines en miniatura es troben a la part esquerra del visor.

### Indexat de pàgines
Per als documents que suporten índexs, Evince dona l'opció de mostrar l'índex del document que permet moure's ràpidament d'una secció a una altra.

### Selecció
Evince permet la selecció de text en arxius PDF.

### Anotacions
És possible realitzar anotacions en arxius PDF, però no esborrar-les posteriorment.